# Internationales Rombergparkkomitee

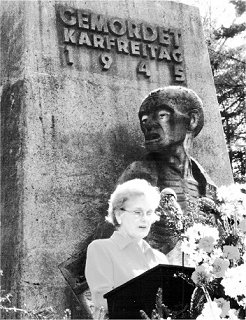
Gisa Marschefski, Ehrenvorsitzende des Rombergparkkomitees, bei einer Kundgebung am Mahnmal Bittermark

Das Internationale Rombergparkkomitee wurde 1960 in Dortmund gegründet und befasst sich mit der Aufdeckung von Kriegsendphasenverbrechen bei Kriegsende 1945.

## Status
Dem Komitee gehören Mitglieder aus allen Ländern und Gemeinden an, die Opfer beim Gestapo-Massaker vom Kriegsende 1945 in Dortmund zu beklagen hatten. Am 19. Februar 2011 erfolgte der Zusammenschluss des IRPK mit dem Förderverein Steinwache Dortmund (siehe unten).

## Geschichtlicher Hintergrund
Der Name Rombergpark kommt vom gleichnamigen Park in Dortmund. In diesem Park und in der Dortmunder Bittermark fanden nach einer Verhaftungswelle in Dortmund am 10. April 1945, dem Tag des Einmarsches der US-Truppen, Massenexekutionen statt.
Solche Verbrechen geschahen in vielen deutschen Städten, ähnlich wie die Politik der verbrannten Erde beim Rückzug der Wehrmacht. Die Gestapokommandos und SS-Führungen wurden im Januar 1945 von den Gestapoleitstellen auf Anweisung des Reichsführers SS Heinrich Himmler und des Gestapo-Chefs Heinrich Müller vom Berliner Reichssicherheitshauptamt angewiesen, „umstürzlerischer“ Betätigung deutscher Linker und ausländischer Arbeiter vorzubeugen. „Die Betreffenden sind zu vernichten“, hieß es in Befehlen dazu.

### Aktionen
So wurden folgende Aktionen durchgeführt:
- Etwa 8000 deutsche Soldaten wurden als „Fahnenflüchtige“ in den letzten Kriegsmonaten 1945 standrechtlich erschossen.
- Hinrichtung von KZ-Insassen und ehemaligen KZ-Häftlingen
- Die Todesmärsche aus den Konzentrationslagern Richtung Westen
- Hinrichtungen in Zuchthäusern, Ermordung von Kriegsgefangenen und Juden aus „Mischehen“

## Treffen 2005
Gemeinsam mit Föderation des Widerstandes FIR, der Bundesvereinigung Opfer der NS-Militärjustiz und der VVN/BdA bereitete das Komitee vom 24. März bis 26. März 2005 in Dortmund ein Treffen mit Hinterbliebenen, Aktionsgruppen aus Orten mit Kriegsendphasenverbrechen und zahlreichen ausländischen Gästen und Wissenschaftlern vor.
Gäste waren unter anderen:
- Kurt Julius Goldstein, 90-jähriger Dortmunder Holocaustüberlebender, Ehrenpräsident des Internationalen Auschwitz-Komitees und Ehrenvorsitzender der Vereinigung der Verfolgten des Naziregimes/BdA
- Der Generalsekretär der FIR, Ulrich Schneider
- Celine van der Hoek, Sigmund Gingold, Jacquot Szmulewicz, Anton Zagovec (Holocaustüberlebende)
- belgische und polnische Antifaschisten, Opfer des Faschismus aus den Ländern der ehemaligen UdSSR.

Bei dem Treffen im Dortmunder Rathaus wurden über 60 Tatorte von Kriegsendphasenverbrechen in Deutschland benannt. Hinterbliebene der Opfer der Verbrechen und diejenigen, die heute in ihrem Sinne handeln, haben diese Bilanz zusammengetragen.

## Zusammenschluss mit dem Förderverein Steinwache im Jahr 2011
Am 19. Februar 2011 erfolgte der organisatorische Zusammenschluss des IRPK mit dem Förderverein Gedenkstätte Steinwache in Dortmund. Die neue Organisation führt den Namen „Förderverein Steinwache/Internationales Rombergpark-Komitee e. V.“ Die Mitglieder wählten den bisherigen Vorsitzenden des Fördervereins Steinwache, den Gewerkschaftssekretär i. R. Ernst Söder zum Vorsitzenden und den bisherigen Geschäftsführer des IRPK Norbert Schilff zum Stellvertretenden Vorsitzenden. Marc Frese wurde zum Kassierer gewählt, zum Vorstand gehören außerdem 13 Beisitzer.
Die bisherigen ausländischen Mitglieder des IRPK-Vorstandes wurden zu Ehrenmitgliedern ernannt, unter ihnen Widerstandskämpfer, KZ-Opfer und ehemalige Zwangsarbeiter aus den Niederlanden, aus Frankreich, Polen, der Ukraine und Russland. Die bisherige Präsidentin des Internationalen Rombergpark-Komitees, Celine van der Hoek-de Vries aus Amsterdam, und die langjährige Generalsekretärin Gisa Marschefski (1939–2021) wurden zu Ehrenmitgliedern der neuen Vereinigung gewählt. Die neue Vereinigung führt die Mitgliedschaft des IRPK in der Föderation des internationalen Widerstandes (FIR) fort.